# Torre di Davide
La Torre di Davide (in ebraico מגדל דוד‎?, Migdal David, in arabo برج داود‎?, Burj Daud) è un'antica cittadella situata vicino alla Porta di Giaffa, uno degli ingressi alla Città Vecchia di Gerusalemme.
Fu costruita nel II secolo a.C. per rafforzare un punto debole delle fortificazioni strategiche della Città Vecchia. In seguito fu distrutta e ricostruita, nell'ordine, dai conquistatori cristiani, musulmani, mamelucchi e ottomani di Gerusalemme.
La torre conserva importanti reperti archeologici antichi di 2.000 anni ed è un popolare luogo di ritrovo per manifestazioni benefiche, mostre di artigianato, concerti e spettacoli di musica e luci. Il nome di Torre di Davide è improprio poiché essa fu costruita vari secoli dopo la data tradizionale biblica del regno di Davide.

## Galleria d'immagini

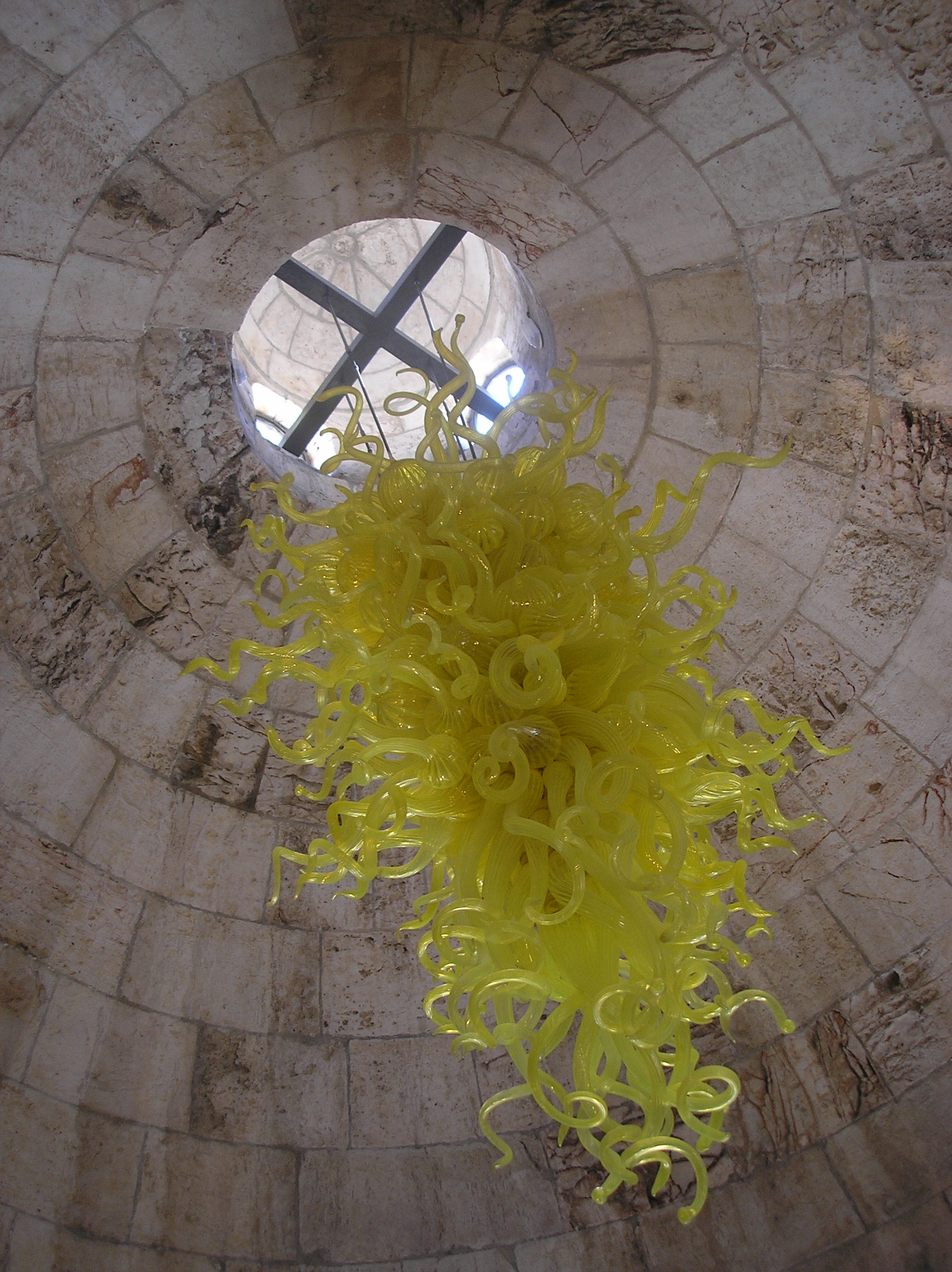
Lampadario opera di Dale Chihuly nel vano d'ingresso del museo della Torre di Davide
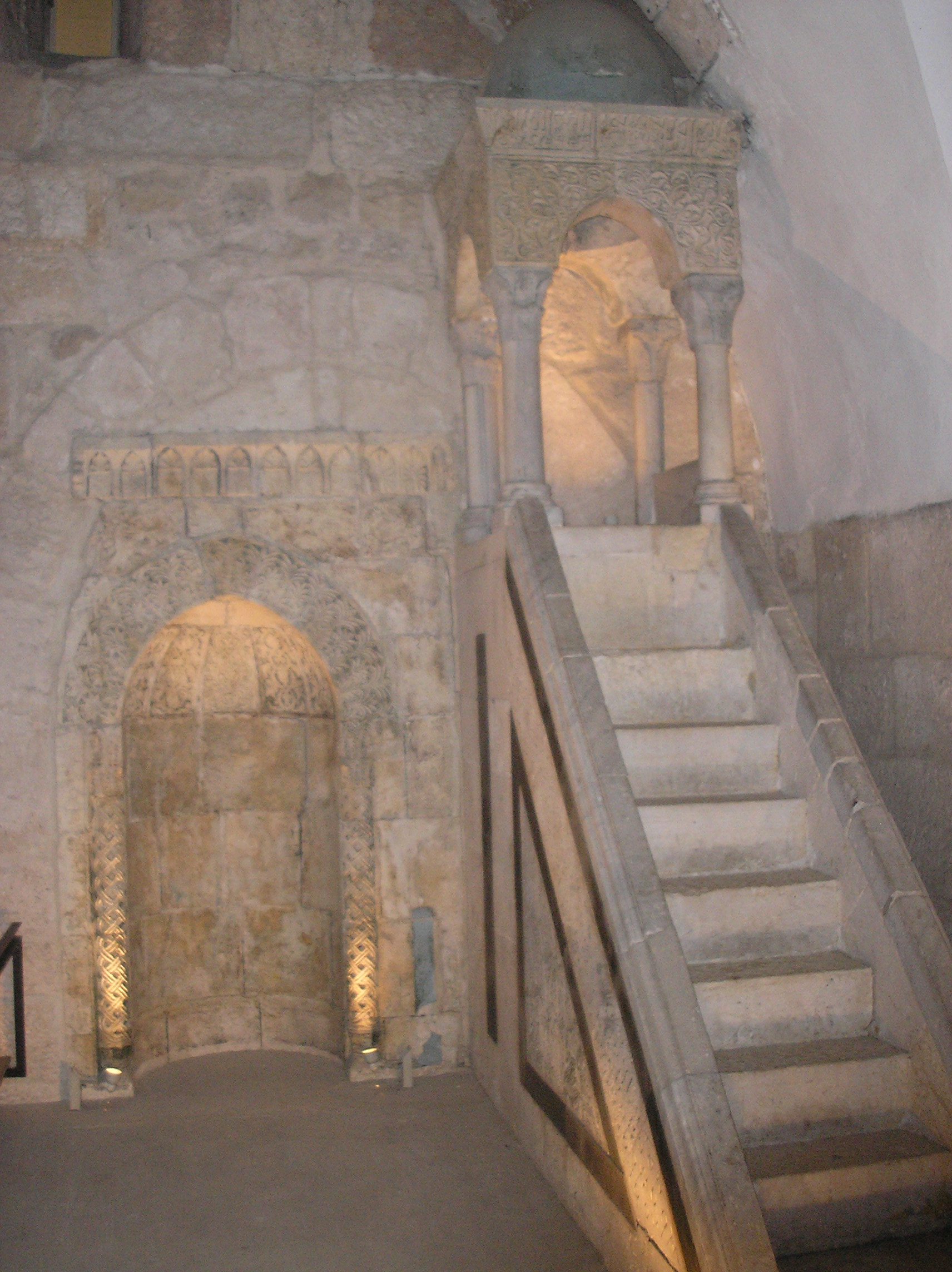
Moschea nella cittadella
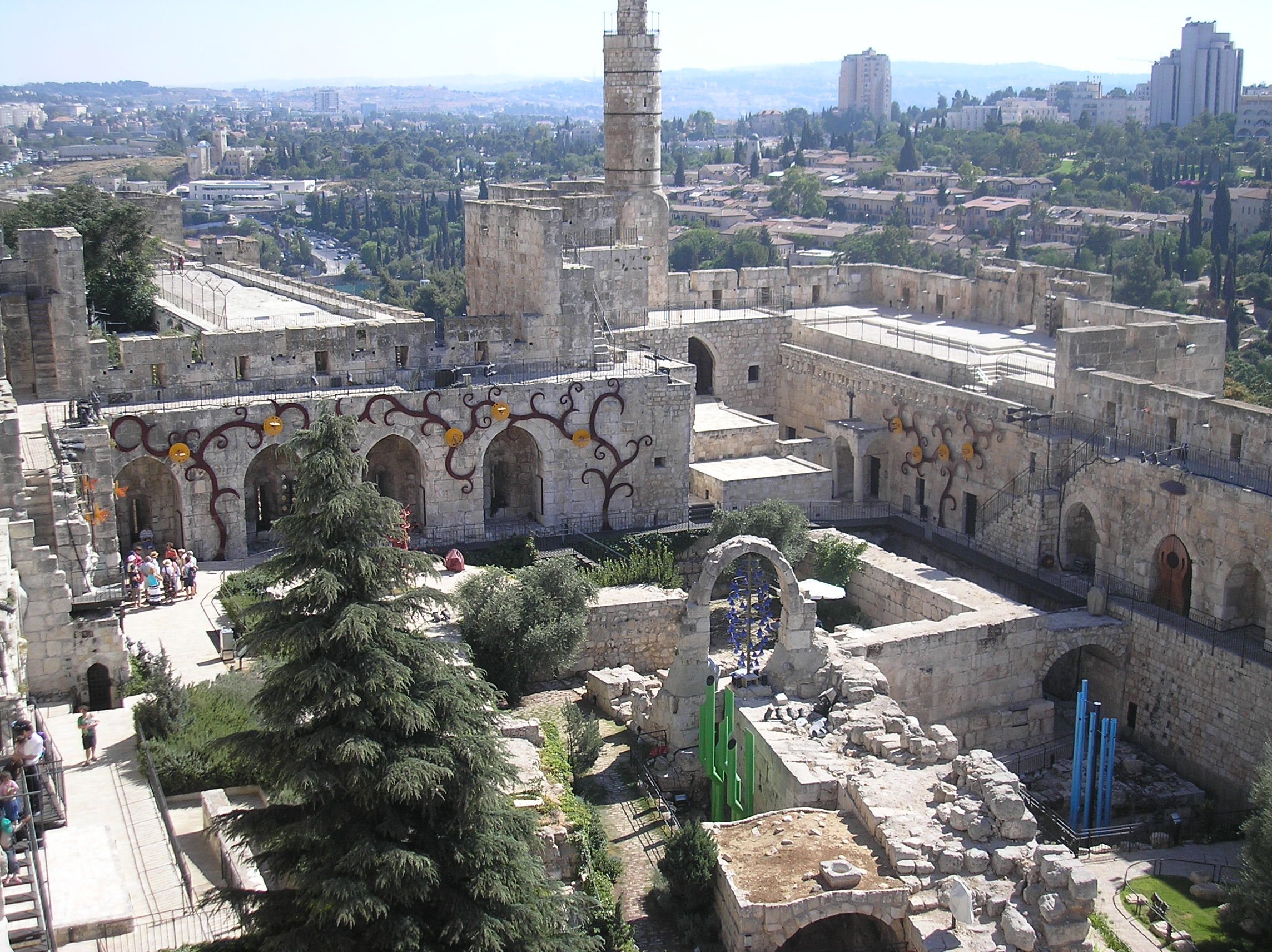
Esibizione musicale nel cortile